# Чайлд-Лейк
Чайлд-Лейк (англ. Child Lake 164A) — індіанська резервація в Канаді, у провінції Альберта, у межах спеціалізованого муніципалітету Маккензі.

## Населення
За даними перепису 2016 року, індіанська резервація нараховувала 216 осіб, показавши зростання на 14,9%, порівняно з 2011-м роком. Середня густина населення становила 7,9 осіб/км².
З офіційних мов обидвома одночасно не володів жоден з жителів, тільки англійською — 215. Усього 40 осіб вважали рідною мовою не одну з офіційних, з них усі — одну з корінних мов.
Працездатне населення становило 53,3% усього населення, рівень безробіття — 37,5%.

## Клімат
Середня річна температура становить -0,8°C, середня максимальна – 21,3°C, а середня мінімальна – -28,4°C. Середня річна кількість опадів – 381 мм.
| Клімат поселення                              | Клімат поселення | Клімат поселення | Клімат поселення | Клімат поселення | Клімат поселення | Клімат поселення | Клімат поселення | Клімат поселення | Клімат поселення | Клімат поселення | Клімат поселення | Клімат поселення | Клімат поселення |
| Показник                                      | Січ.             | Лют.             | Бер.             | Квіт.            | Трав.            | Черв.            | Лип.             | Серп.            | Вер.             | Жовт.            | Лист.            | Груд.            |                  |
| Середній максимум, °C                         | −14,96           | −10,2            | −3               | 8,82             | 16,35            | 21,30            | 21,09            | 19,20            | 13,49            | 6,15             | −6,48            | −15,22           |                  |
| Середня температура, °C                       | −21,68           | −16,9            | −9,7             | 2,12             | 9,64             | 14,60            | 16,71            | 14,82            | 9,11             | 1,78             | −10,84           | −19,59           |                  |
| Середній мінімум, °C                          | −28,39           | −23,6            | −16,4            | −4,59            | 2,94             | 7,91             | 12,34            | 10,45            | 4,73             | −2,6             | −15,2            | −23,96           |                  |
| Норма опадів, мм                              | 20               | 17               | 18               | 17               | 36               | 54               | 65               | 52               | 33               | 27               | 23               | 19               |                  |
| Середньомісячна швидкість вітру, м/с          | 2.70             | 2.89             | 3.09             | 3.30             | 3.40             | 3.20             | 2.70             | 2.80             | 3.20             | 3.30             | 2.90             | 2.50             |                  |
| Середньомісячна сонячна радіація, кДж/м²·день | 1865             | 4864             | 10601            | 16595            | 20516            | 21974            | 20837            | 16605            | 10501            | 5277             | 2193             | 1226             |                  |
| --------------------------------------------- | ---------------- | ---------------- | ---------------- | ---------------- | ---------------- | ---------------- | ---------------- | ---------------- | ---------------- | ---------------- | ---------------- | ---------------- | ---------------- |
| Джерело:                                      |                  |                  |                  |                  |                  |                  |                  |                  |                  |                  |                  |                  |                  |